# 上杉憲房 (戰國時代)
上杉憲房（1467年－1525年4月17日）是日本戰國時代的大名。父親是上杉憲實的兒子上杉周清（別名是秀晟、周尋）。

## 生平
成為堂兄弟‧關東管領上杉顯定的養子，但是立場不定，在長尾景春之亂後期被長尾景春等人擁立為山內上杉家的當主，而且有說法指顯定生有實子（庶子），而在永正4年（1507年），古河公方足利成氏的次男顯實成為顯定的養子，顯實被允許使用顯定的假名「四郎」，憲房被排除到後繼者以外，確定了庶流的地位。另一方面，在顯定和顯實以外，率領有力的一軍在各地轉戰。
與顯定一同為了討伐越後守護代長尾為景而出陣，並駐屯在上野白井城，不過顯定在長森原之戰中戰死，於是率軍撤退。而關東管領職根據顯定的遺言是讓顯實繼承，但是在與顯實的鬥爭中勝利，於是在永正9年（1512年）繼承山內上杉家的家督。永正12年（1515年），因為顯實死去而繼承關東管領職（永正之亂）。
此後，家臣長尾景春背離，以及與扇谷上杉家的上杉朝興和相模國的北條氏綱、甲斐國的武田信虎等人長年鬥爭，在不安定的情況下病倒，在大永5年（1525年）3月25日死去。享年59歳。因為實子憲政年幼，於是養子憲寬（古河公方足利高基的次男晴直）繼承上杉家，但是憲政與憲寬之間互相鬥爭，最後由流放憲寬的憲政繼承家督（关东享禄内乱）。